# Aizkraukles distrikt
Aizkraukles distrikt (lettisk: Aizkraukles rajons) er et tidligere administrativt område i landsdelen Livland i det syd-østlige Letland. Udover den centrale administration bestod Aizkraukles distrikt af 22 selvstyrende enheder: tre byer, én novads samt 18 pagaster. Aizkraukles disktrikt ophørte med at eksistere i forbindelse med kommunalreformen af 2009.

## Selvstyrende enheder underlagt Aizkraukles distrikt
- Aiviekstes pagasts
- Aizkraukle by
- Aizkraukles novads
- Bebru pagasts
- Daudzeses pagasts
- Iršu pagasts
- Jaunjelgava by
- Klintaines pagasts
- Kokneses pagasts
- Kurmenes pagasts
- Mazzalves pagasts
- Neretas pagasts
- Pilskalnes pagasts
- Pļaviņas by
- Seces pagasts
- Sērenes pagasts
- Skrīveru pagasts
- Staburaga pagasts
- Sunākstes pagasts
- Valles pagasts
- Vietalvas pagasts
- Zalves pagasts